# Italie (région géographique)
Ne doit pas être confondue avec le pays Italie

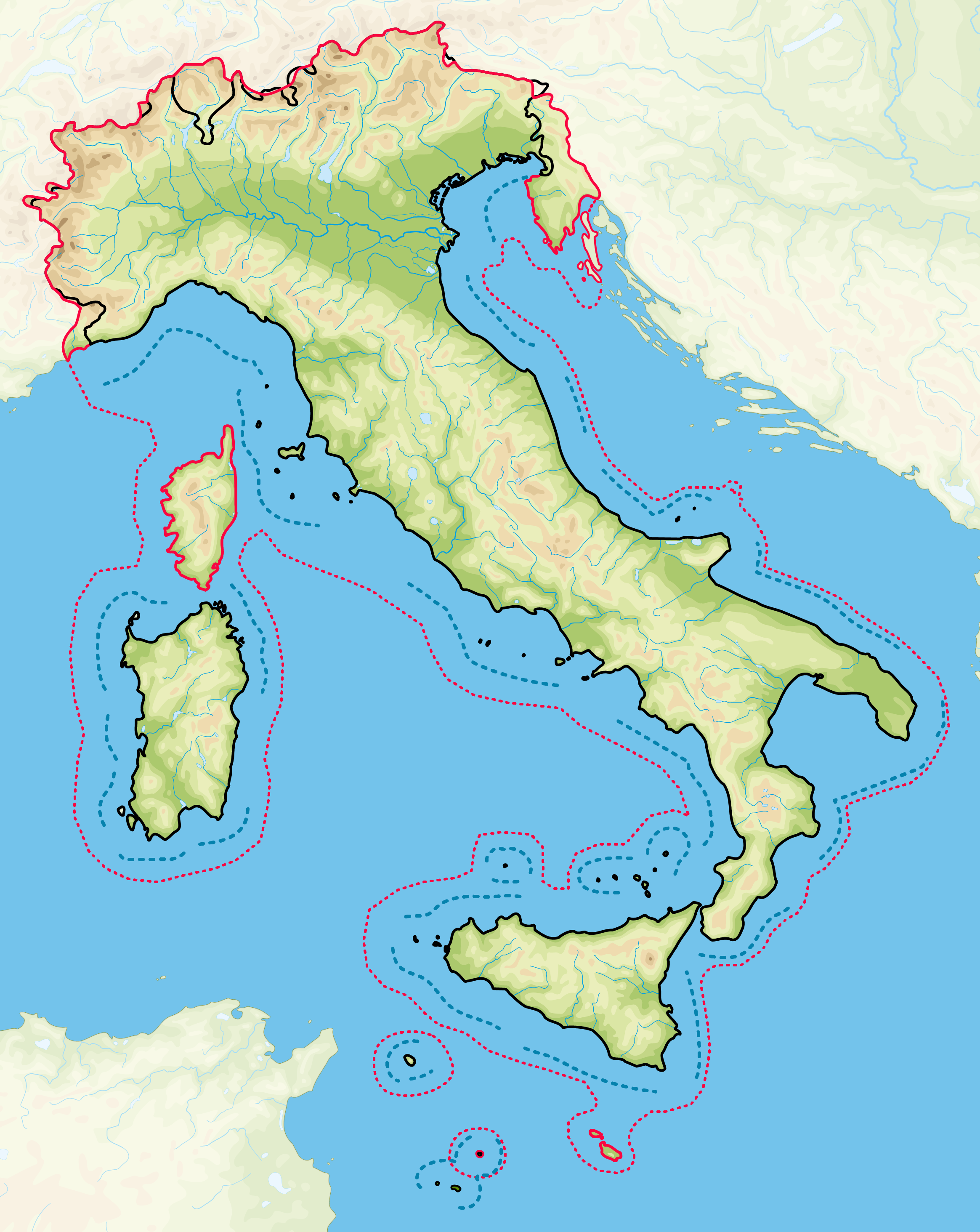
Carte mettant en évidence les frontières de la République italienne en noir, et les frontières de la région géographique italienne en rouge.

L'Italie est une région géographique d'Europe du Sud d'une superficie de 324 000 km2,, délimitée au nord-ouest et au nord par les Alpes et par la mer Méditerranée pour le reste. Correspondant aux territoires de l'Italie, de Saint-Marin, du Vatican, de Monaco et de Malte auxquels il faut rajouter des portions de la France, de la Suisse, de la Slovénie et de la Croatie, cette région se compose de trois parties : une partie continentale dans le nord, une partie péninsulaire au centre et une zone insulaire dans le sud et l'ouest. Située entre la péninsule Ibérique et la péninsule Balkanique, elle est baignée par plusieurs subdivisions de la mer Méditerranée : la mer Ligurienne, la mer Tyrrhénienne, la mer Ionienne et la mer Adriatique.

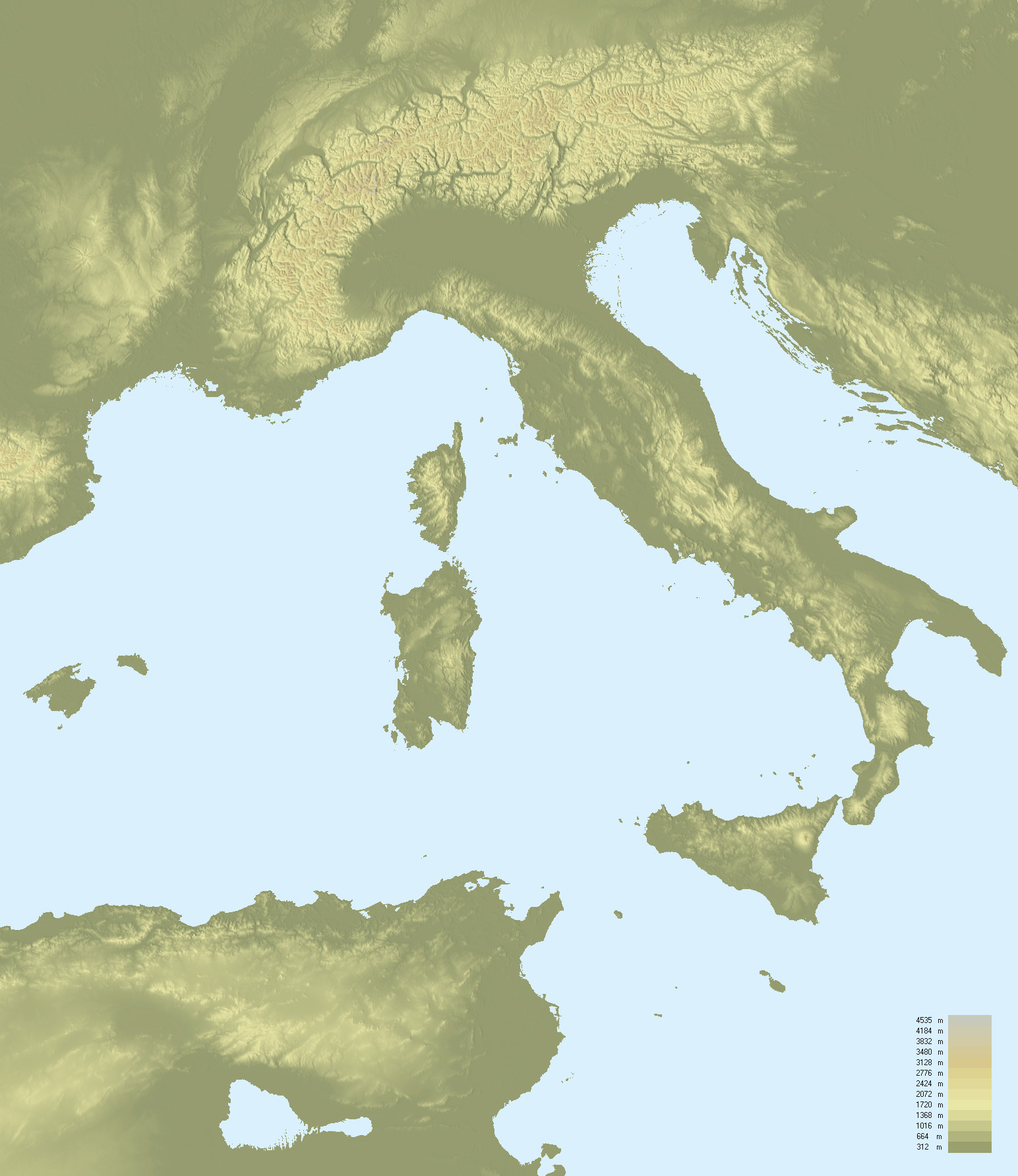
Carte topographique de l'Italie.

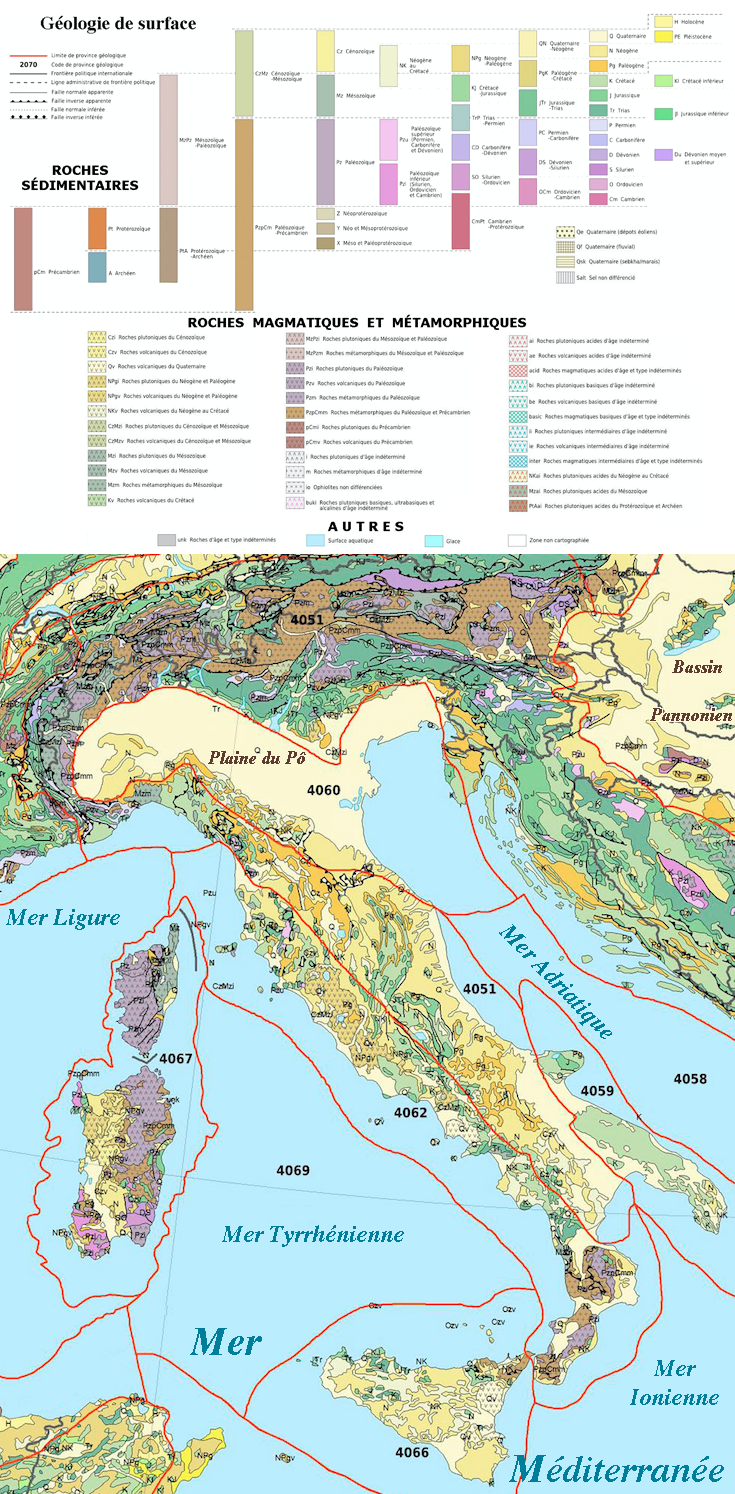
Carte géologique de la péninsule italienne et des îles proches.

« L'Italie se trouve être aussi sûrement gardée que pourrait l'être une île, puisque la mer l'entoure presque de tous les côtés et que dans le court intervalle où la mer ne la baigne point un rempart de montagnes infranchissables la protège. »

— Strabon, Géographie – Livre VI – Chapitre IV : Causes de la puissance romaine

## Région géographique, politique et nationale
Quand on parle de région géographique italienne, il ne faut pas la confondre avec la République italienne ou la nation italienne.

### Région géographique
La région géographique est délimitée par des frontières physiques qui sont représentées par les côtes des mers, les fleuves et les montagnes (ou plutôt par la ligne du partage des eaux, et donc à nouveau par l’eau). Les grandes îles sont facilement identifiables comme des régions géographiques. Il suffit de penser en Europe à la Grande-Bretagne, l’Irlande et l’Islande. Cette dernière est l'un des rares exemples de région géographique, politique et nationale ayant les mêmes frontières. Toutefois, les frontières physiques peuvent ne pas être claires et être discutables.

### Région politique
En revanche, les frontières des États sont bien définies et reconnues par des accords internationaux. Toutefois, des revendications territoriales quand deux (ou plusieurs) États se disputent le même territoire peuvent exister, comme avec le différend franco-italien sur le Mont Blanc.

### Région nationale
Au contraire des frontières des États, les limites de la nation sont nébuleuses et controversées. En fait, c’est le concept même de nation qui n'est pas très clair. À cela, il faut ajouter les flux migratoires transnationaux et transcontinentaux qui se déroulent en Europe ; flux migratoires qui changent la composition ethnique de la population italienne.
La Nation est conventionnellement définie comme un ensemble de personnes qui partagent totalement ou en partie différents éléments comme l’origine, la langue, la culture, l’ethnie, la religion, la race, l’identité, l’histoire et qui habitent un territoire précis.

## La région géographique italienne

### Définition

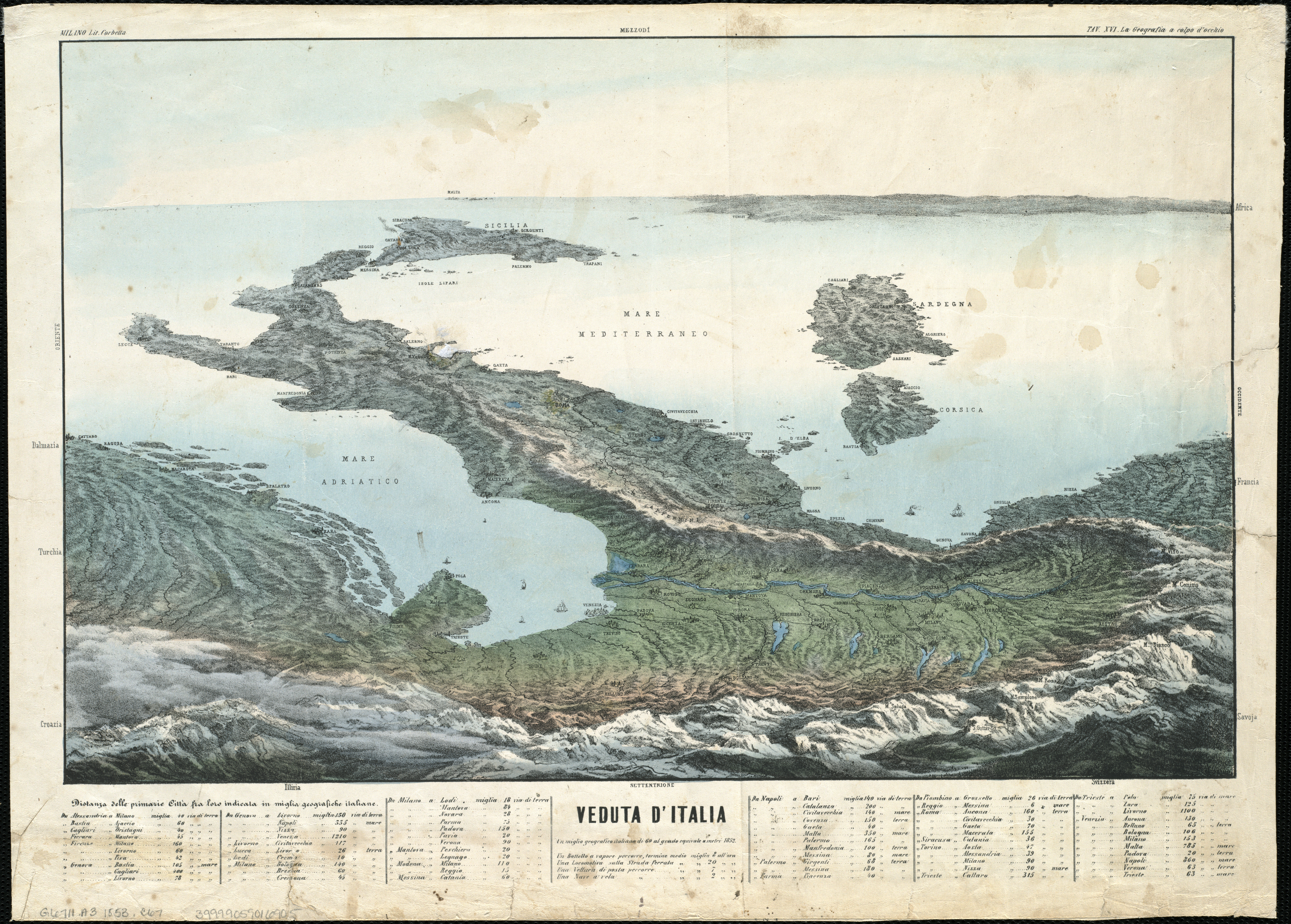
Vue de l'Italie en 1853

Historiquement quatre notions géographiques se sont succédé pour définir une zone géographique italienne.
La plus ancienne date du premier document géographique qui nous soit parvenu, la Γεωγραφικά / Geôgraphiká de Strabon. Sa définition est celle d'une péninsule, nous devrions d'ailleurs dire zone géographique péninsulaire car ce que Strabon délimite comme une péninsule comprend aussi une large partie continentale.
La plus récente date du Risorgimento (XIXe siècle) avec la notion de frontières naturelles. Il était logique, dans ce contexte d'unification de l'Italie, de rechercher jusqu'où, géographiquement, pouvait s'étendre l'Italie. Si les délimitations maritimes sont sans discussion, il n'en va pas de même des autres limites. La ligne de crête des bassins versants du Pô et de ses affluents ne devrait pas poser de problème mais le raccord des Alpes avec la ligne de côte à l'est et à l'ouest de celle-ci pose géographiquement un problème (faut-il inclure tel ou tel fleuve côtier est une question géographiquement non consensuelle).
La définition qui nous intéresse ici, celle de « région géographique italienne », date de 1819 et plus complètement de 1833, quand un géographe italien, Adriano Balbi, aussi féru de linguistique que de géographie, invente cette notion :

« Nous regardons comme Italie tous les pays qui, sous le rapport géographique, peuvent être considérés comme appartenant à la péninsule qui se développe au sud et à l'est de la chaîne principale des Alpes. Cette région géographique est en même temps une région ethnographique, puisqu'à quelques petites exceptions près, on y parle partout la langue italienne. »

Cette définition même, qu'en donne son créateur, est celle d'une zone ethno-linguistique de langue italienne.
Adriano Balbi en donne la délimitation suivante :

« L'Italie, dans les limites que nous lui avons assignées, considérée comme région géographique, est actuellement partagée en treize parties d'une étendue très différente ; elles forment autant d'états divers, ou bien elles appartiennent à d'autres situés hors de ses limites. Ces treize divisions politiques sont : l'Italie-Autrichienne ; l'Italie-Suisse; le royaume Sarde ; la principauté de Monaco ; les duchés de Lucques, de Parme et de Modène ; le grand-duché de Toscane ; la république de Saint-Marin ; les États du Pape ; le royaume des Deux-Siciles ; l'Italie-Française et l'Italie-Anglaise. »

Selon les sources ultérieures, la délimitation de cette zone varie dans le temps. La plus récente délimitation est donnée en 2004, par l'encyclopédie géographique De Agostini qui en donne une composition moderne.
Une derrière définition est donnée par la géographie moderne qui a défini un nouveau concept de zone géographique avec la théorie de la dérive des continents élaborée par Alfred Wegener en 1915. Suivant cette théorie, maintenant universellement admise parmi les géographes, le territoire de l'Italie se trouve morcelé entre plusieurs plaques ou micro-plaques continentales, expliquant, de façon uniquement géographique ou géomorphologique, les différents territoires géographiques constitutifs de l'Italie.

### Le nom

Évolution du territoire dénommé Italia du Ve siècle av. J.-C. à Dioclétien

Le nom Italia remonte au Ve siècle av. J.-C. et désignait la péninsule de la Calabre et la côte ionienne du Metaponto, mais devait au début n'indiquer qu'une partie de la Calabre, située au sud de la ligne imaginaire reliant le Golfe de Sainte-Euphémie et le Golfe de Squillace, ou bien, selon une autre interprétation, la région de l'actuelle Campanie du sud (Cilento), entre les fleuves Sele et Lao. Antioche de Syracuse fait dériver le nom de celui du roi légendaire Italos. En revanche, le nom viendrait du mot Viteliu en langue osque qui indiquerait une terre riche en bovins ou bien que le veau en était un animal sacré. La forme Italia s'expliquerait par la perte du V initial dans la prononciation par les populations de la Grande-Grèce.
Au milieu du IVe siècle av. J.-C., le nom indique toute la région du Mezzogiorno au sud de Paestum. Au début du IIIe siècle av. J.-C., il inclut la Campanie et après la première guerre punique il désigne toute la péninsule jusqu'aux fleuves Arno et Esino. Pendant le IIe siècle av. J.-C., même si le nom Italia continue à avoir dans ses deux fleuves ses limites politiques, il les dépasse dans un sens géographique. En effet, Polybe et Caton l'Ancien établissent ses limites aux Alpes.
À partir du Ier siècle, l'Italie désigne en grande partie le territoire de l'actuelle République italienne, du point de vue politique avec la division administrative d'Auguste, mais aussi géographique avec traité de géographie de Strabon. À la suite de la chute de l'Empire romain d'Occident, et en particulier à l'arrivée des Lombards en Italie, l'Italie a perdu son unité politique mais a continué à garder son unité géographique de telle sorte que le chancelier Metternich de l'empire d'Autriche pouvait encore affirmer vers le milieu du XIXe siècle que l'Italie n'était qu'une simple expression géographique.

### Position géographique
Les limites extrêmes de la région géographique italienne se situent :
- en latitude entre 47° 05'N à la Tête Jumelle Occidentale (Testa Gemella Occidentale) dans les Alpes de Zillertal, même si souvent confondue avec le Sommet d'Italie (Vetta d'Italia) qui depuis 1997 n'est plus le point le plus au nord de l'Italie[9], et 35° 47'S dans le rocher Xutu Iz-Zghir, une île de l’archipel maltais ;
- en longitude entre 6° 32'E à la Roche du Chardonnet dans les Alpes cottiennes, entre la Vallée Étroite et la Vallée de la Clarée au sud-ouest du Mont Thabor, et 18° 31'E au cap d'Otrante dans les Pouilles.

### Divisions internes
Dans le langage courant, quand on parle de la région italienne, on parle de manière générale de la péninsule. De la même manière, le terme continent est utilisé dans les îles pour désigner toute la partie de la terre ferme, des Alpes jusqu’à Reggio Calabria. En réalité, la région italienne comprend une partie continentale, une partie péninsulaire et une partie insulaire.

#### Partie continentale
La partie continentale, dans laquelle est incluse aussi l’Istrie, correspond à environ 40 % de la région italienne et se situe au nord de la ligne imaginaire qui va de l’embouchure du Magra à celle du Rubicon jusqu’aux Alpes. La majeure partie est constituée par la plaine du fleuve Pô.

#### Partie péninsulaire
La péninsule italienne, ou péninsule italique, est une péninsule du continent européen en grande partie traversée par la chaîne des Apennins, délimitée par quatre mers (mer Ligure, mer Tyrrhénienne, mer Ionienne et mer Adriatique). C'est l'une des trois péninsules qui constituent l'Europe du Sud avec la péninsule Ibérique et la péninsule Balkanique.
En réalité, la péninsule dans le sens géographique commence depuis les Apennins tosco-émilien, au sud du 44e parallèle, à partir d'une ligne imaginaire qui va de l’embouchure du Magra à celle du Rubicon, jusqu'à la pointe méridionale de la Calabre.
Elle a une extension d'environ 1 000 km en direction nord-ouest –sud-est. Les grandes îles plus proches, la Sicile, la Sardaigne et la Corse, n'en font pas partie. Elle couvre environ 42 % de la région géographique italienne.
Politiquement, la péninsule fait presque totalement partie de la République italienne, avec l'exception des enclaves de Saint-Marin et du Vatican.

#### Partie insulaire
La partie insulaire s'étend sur une superficie d'environ 60 000 km2 (environ 18 % de toute la région italienne), dont 58 000 km2 environ pour la Sicile, la Sardaigne et la Corse. En dehors de ces trois grandes îles, de nombreuses îles mineures, souvent groupées en archipels, se trouvent le long des côtes italiennes, pour la plupart dans la mer Tyrrhénienne. La liste ci-dessous montre les plus grandes îles appartenant à la région géographique italienne :
| Nom           | Superficie (km²) | Mer          |
| ------------- | ---------------- | ------------ |
| Sicile        | 25 460           | Méditerranée |
| Sardaigne     | 23 813           | Méditerranée |
| Corse         | 8 681            | Méditerranée |
| Krk / Veglia  | 418              | Adriatique   |
| Cres / Cherso | 406              | Adriatique   |
| Malte         | 246              | Méditerranée |

| Nom              | Superficie (km²) | Mer          |
| ---------------- | ---------------- | ------------ |
| Elbe             | 223              | Tyrrhénienne |
| Sant'Antioco     | 109              | Méditerranée |
| Pantelleria      | 83               | Méditerranée |
| Lošinj / Lussino | 74               | Adriatique   |
| Gozo             | 67               | Méditerranée |
| San Pietro       | 51               | Méditerranée |

### Divisions politiques de la région
La région géographique italienne est occupée à 93 % par la République italienne. La partie restante (20 800 km2) est divisée entre différents États, dont certains (Saint-Marin et le Vatican) entièrement inclus dans les frontières politiques. À la région italienne sont attribués aussi le Comté de Nice (incluant la Principauté de Monaco), quelques parties des Alpes à la frontière avec la France italiennes jusqu'au Traité de paix de Paris (1947), la Corse, la Suisse italienne, les îles maltaises, la Vénétie julienne slovène et l'Istrie.
Sont donc entièrement inclus dans la région géographique italienne les États suivants :
- la Principauté de Monaco
- la République de Saint Marin
- l'État de la Cité du Vatican
- la République de Malte

Ne sont que partiellement inclus les États suivants:
- la République Italienne : les îles Pélages, à l'exception de Linosa, ne font pas partie de la région italienne, mais du plateau continental africain ainsi que 4 petites vallées alpines qui sont tributaires du Rhin et du Danube.
- la République Française : la Corse et la région de Nice[11], la haute vallée de la Roya, ainsi que le sommet du Mont Chaberton, la partie orientale du Col de Montgenèvre et le bassin supérieur de la vallée étroite avec le sommet du Mont Thabor.
- la Confédération suisse : le canton du Tessin ainsi qu'une petite partie des cantons des Grisons et du Valais.
- la République de Slovénie : les Alpes Juliennes slovène, une partie de la Carniole occidentale et l'Istrie.
- la République de Croatie : l'Istrie, l'archipel de Pelagosa et les trois îles de Krk/Veglia, Lošinj/Lussino et Cres/Cherso[2],[10] font partie de la région italienne.

## Historiographie
La notion d'une zone géographique italienne n'est pas à confondre avec de quelconques limites territoriales historiques. L'histoire de cette région méditerranéenne est une des plus riches historiquement parlant et il serait difficile de chercher dans sa longue histoire un moment plutôt qu'un autre où des limites territoriales historiques pourraient correspondre à des limites territoriales géographiques. Déjà que ces limites géographiques ont fortement évolué dans le temps en fonction du niveau de développement des sciences géographiques.

### Antiquité

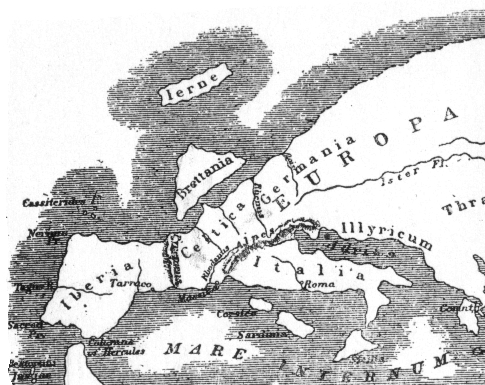
L'Europe telle que la voyait Strabon

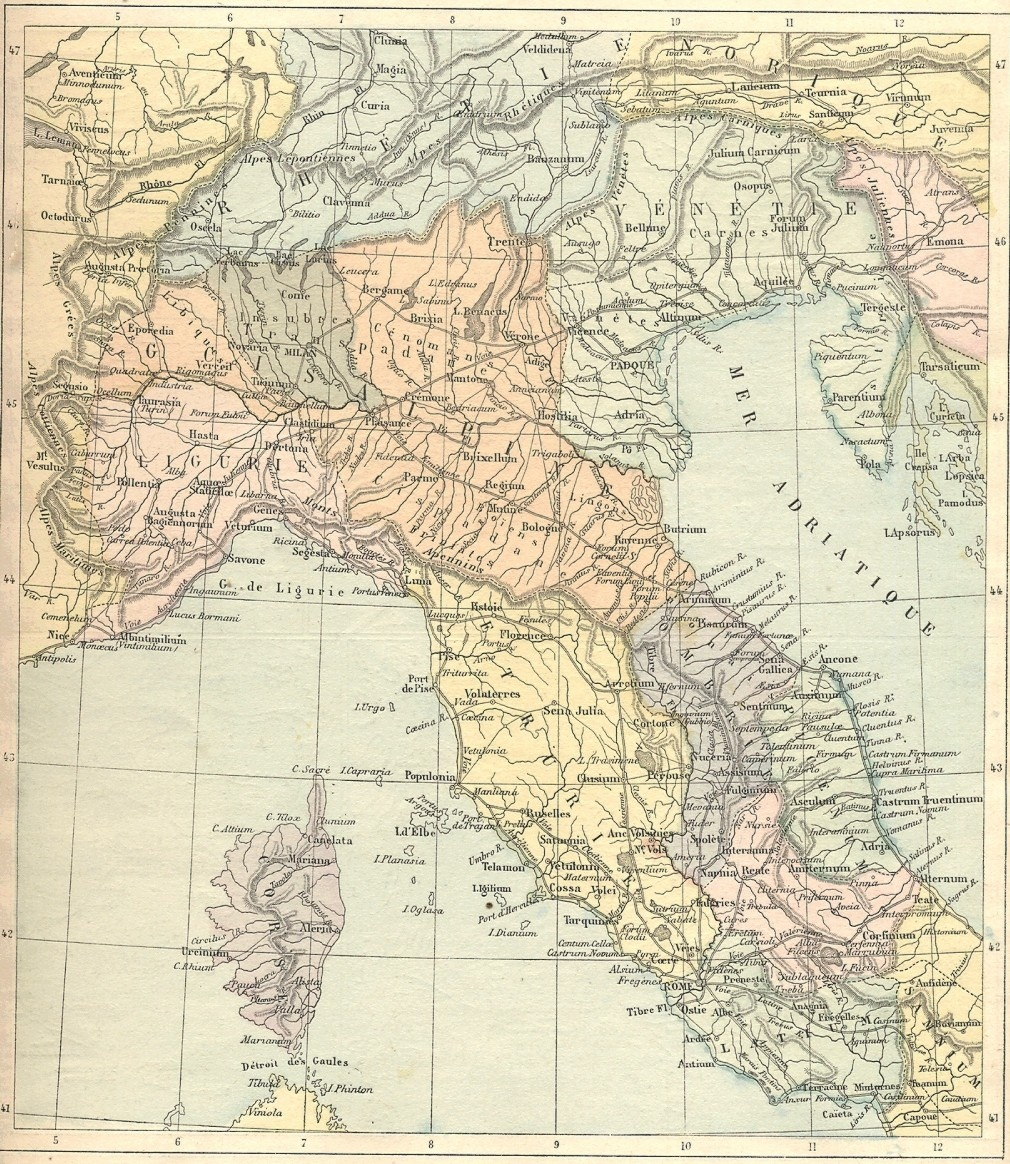
L'Italie romaine du Nord selon l'Atlas de L. Carrez

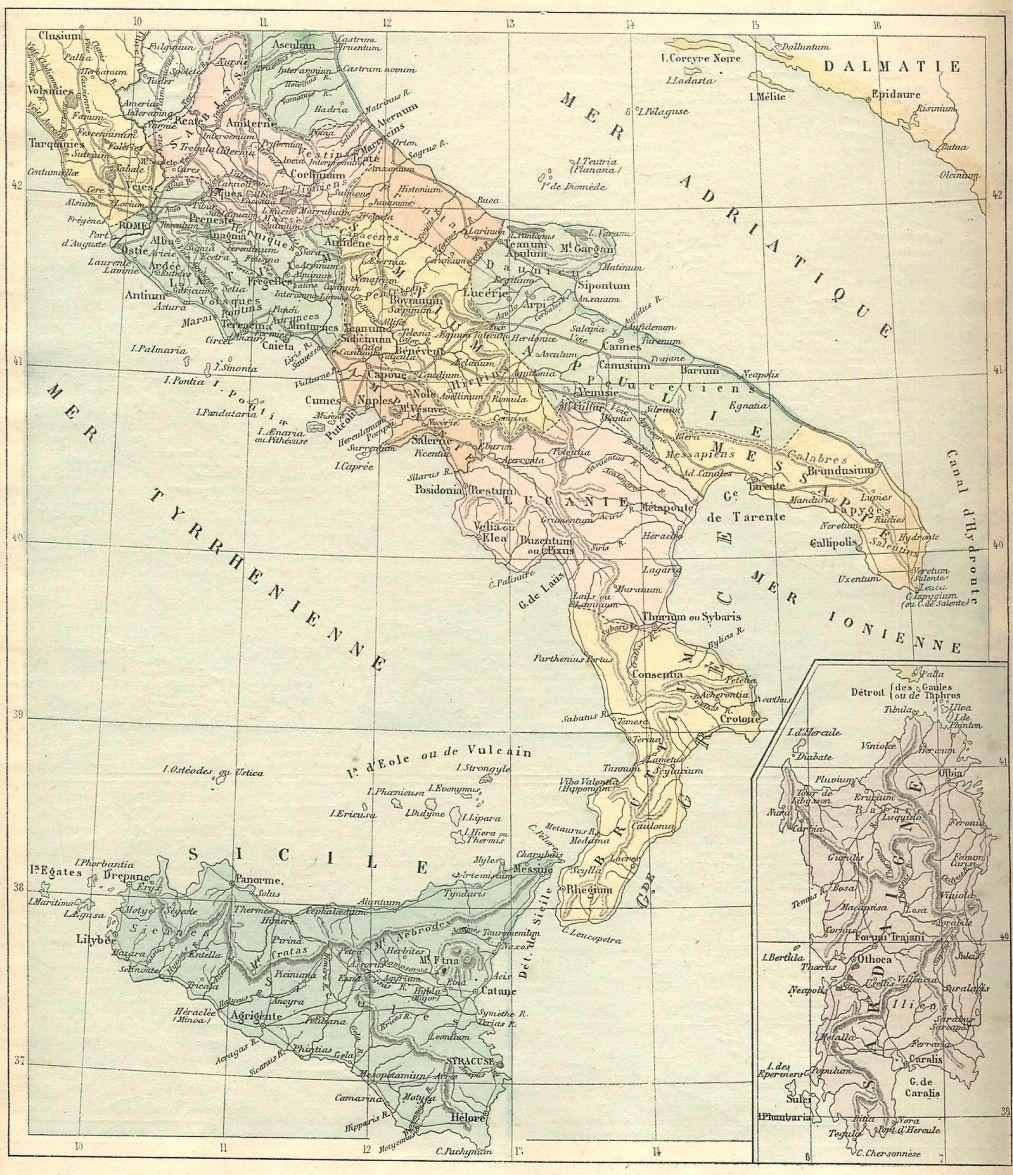
L'Italie romaine du Sud selon l'Atlas de L. Carrez

Avant Balbi, l'idée de l'Italie comme région géographique était très ancienne en géographie et remonte au Ier siècle, elle était décrite avec la notion géographique de péninsule. En effet, le plus vieux traité de géographie qui nous soit parvenu est de Strabon (c. 65/64 - c. 25/21 av. J.-C.), le géographe grec entreprit d'écrire une Géographie (Γεωγραφικά / Geôgraphiká) en 17 volumes, conçue comme complémentaire de son autre œuvre l'Histoire qui malheureusement fut perdue. Cette œuvre nous est parvenue complète, sauf quelques parties manquantes du livre VII. Son but était d'offrir à un lectorat aussi large que possible un livre agréable et instructif, qui pût être lu d'affilée. Au XVe siècle, l'érudit italien Guarino Veronese traduisit la totalité de l'œuvre de Strabon, contribuant ainsi à sa redécouverte.
Strabon attachait une grande importance aux limites, et dans son traité, il fait état de sa divergence sur le sujet avec Ératosthène (c. 276 - c. 194 av. J.-C.) auteur de la plus ancienne écoumène qui nous soit parvenue. Ce dernier ne pensait pas à l'utilité pratique de la recherche de limites « Quand il n'y a point de limites exactement marquées, comme c'est le cas pour Colyttus et pour Mélité, que ne séparent ni stèles, ni mur d'enceinte, on peut bien dire vaguement, ceci est Colyttus et ceci Milité, mais l'on ne peut point préciser le lieu où passe en réalité la ligne de démarcation commune. » Strabon est partisan de limites précises « Halte-là ! Dirons-nous à notre tour [...] il n'y a rien apparemment qui soit d'une utilité plus pratique que de délimiter exactement les territoires qui se touchent. »
En introduction de son livre V, Strabon donne sa définition de l'Italie :

« L'Italie actuelle commence au pied des Alpes : [je dis l'Italie actuelle], car ce nom ne désigna d'abord que l'ancienne Œnotrie, c'est-à-dire la contrée limitée entre le détroit de Sicile et les golfes de Tarente et de Posidonie; mais, ayant pris avec le temps une sorte de prédominance, ce nom finit par s'étendre jusqu'au pied de la chaîne des Alpes, embrassant même, d'un côté, toute la Ligystique jusqu'au Var et naturellement aussi les parages de la Ligystique depuis la frontière de Tyrrhénie, et, de l'autre côté, toute l'Istrie jusqu'à Pola. »

— Strabon, Géographie – Livre V – Chapitre I : La Transapadane et la Cispadane
Dans les livres V et VI de sa Geôgraphiká Strabon décrit les peuples et les territoires qui font partie de la péninsule italienne :
- Livre V :
  - Chapitre 1 : La Transapadane et la Cispadane
  - Chapitre 2 : L'Étrurie, la Corse et la Sardaigne
  - Chapitre 3 : La Sabine et le Latium
  - Chapitre 4 : Le Picenum et la Campanie
- Livre VI :
  - Chapitre 1 : La Lucanie et le Bruttium
  - Chapitre 2 : La Sicile et les îles Lipari
  - Chapitre 3 : La Messapie et l'Apulie
  - Chapitre 4 : Causes de la puissance romaine

### Moyen Âge

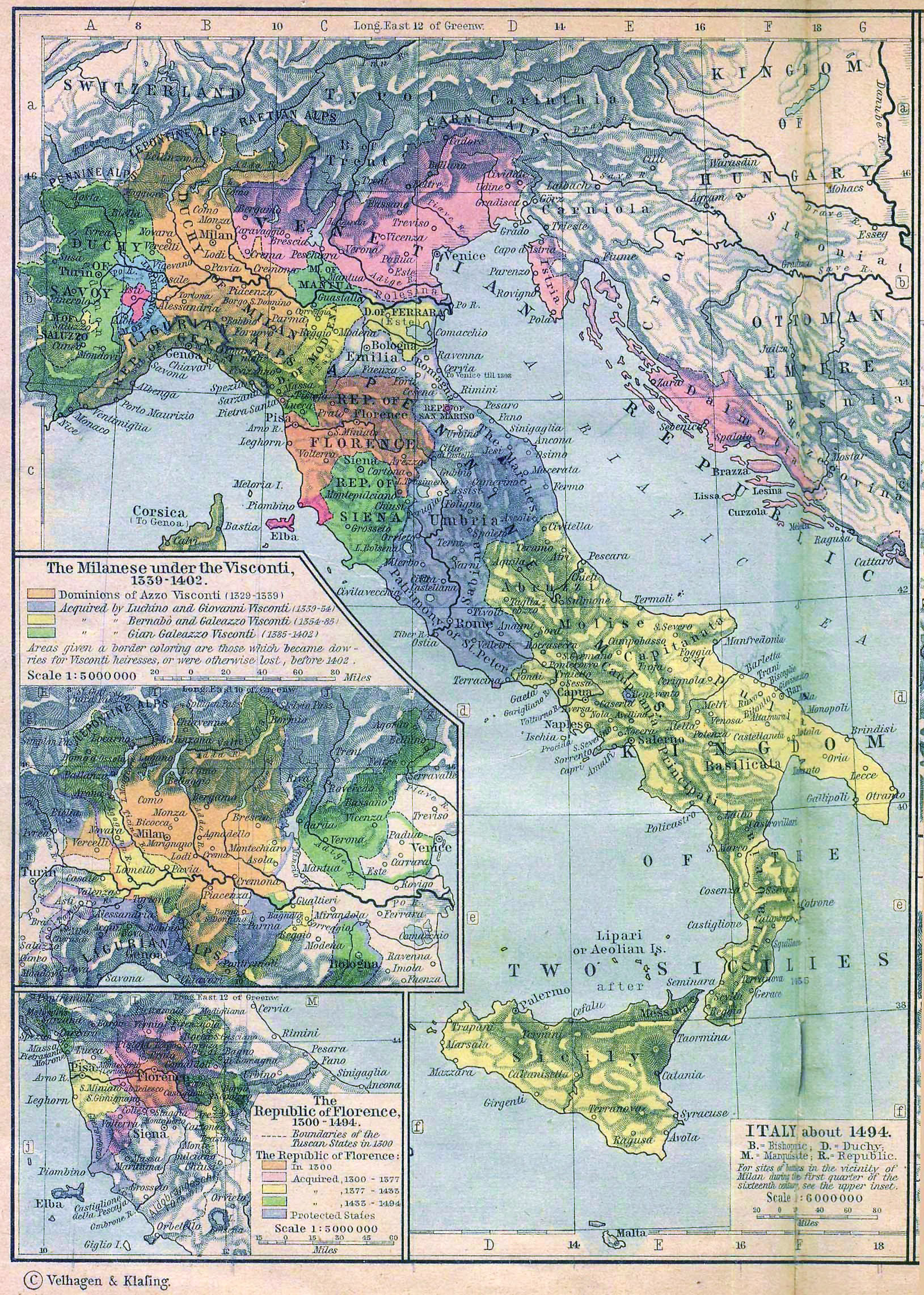
L'Italie politique à la fin du Moyen Âge, avant les guerres d'Italie

Imposant ainsi un plan canonique pendant de nombreux siècles, cette description géographique mathématique, physique et humaine de Strabon ne va pas varier jusqu'à la première géographie universelle de Conrad Malte-Brun (1775 - 1826), Géographie ou description de toutes les parties du monde. L'Italie est toujours géographiquement péninsulaire. Ce qui va naturellement changer c'est la géographie politique.
En effet, après la chute de l'Empire romain d'Occident, et en particulier avec l'arrivée des Lombards, l'Italie a perdu son unité politique. Si à partir de 855, un nouveau royaume d'Italie (en latin, regnum Italicum) est créé, il ne comprend que l'Italie du Nord. De plus, à partir du XIIe siècle, l'Italie se retrouve partagée en une myriade de petits États souvent en lutte entre eux ou victimes des vues expansionnistes des puissances étrangères.
Toutefois, Dante Alighieri écrivait au XIVe siècle dans la Divine Comédie (L'Enfer, Chant IX, 114) : « comme à Pola, tout près du Quarnaro, qui clôt Italie et baigne ses confins. »
De même, Francesco Petrarca écrivait à la même époque dans son œuvre le Canzoniere ou Rerum vulgarium fragmenta (s. CXLVI, 13-14) : « il bel paese ch'Appennin parte e 'l mar circonda e l'Alpe »

### XIXesiècle

#### Napoléon Bonaparte
Dans ses mémoires écrites pendant son emprisonnement sur l'île de Sainte-Hélène mais publiées seulement en 2010, Napoléon Bonaparte rédige une description de l'Italie dans son premier chapitre:

« L’Italie est environnée par les Alpes et par la mer. Ses limites naturelles sont déterminées avec autant de précision que si c’était une île. Elle est comprise entre le 36e et le 46e degré de latitude, le 4e et le 16e de longitude de Paris ; elle est composée de trois parties : la continentale, la presqu’île et les îles. La première est séparée de la seconde par l’isthme de Parme. Si de Parme, comme centre, vous tracez une demi-conférence du côté du nord avec un rayon égal à la distance de Parme aux bouches du Var ou aux bouches de l’Isonzo (60 lieues), vous aurez tracé le développement de la chaîne supérieure des Alpes qui sépare l’Italie du continent. Ce demi-cercle forme le territoire de la partie dite ‘’continentale’’, dont la surface est de 5 000 lieues carrées. La presqu’île est un trapèze compris entre la partie continentale au nord, la Méditerranée à l’ouest, l’Adriatique à l’est, la mer d’Ionie au sud, dont les deux côtés principaux ont 200 à 210 lieues de longueur, et les deux autres côtés de 60 à 30 lieues ; sa surface est de 6 000 lieues carrées. La troisième partie, ou les îles, savoir, la Sicile, la Sardaigne, la Corse, qui géographiquement appartient plus à l’Italie qu’à la France, forme une surface de 4 000 lieues carrées ; ce qui porte à 15 000 lieues carrées la surface de toute l’Italie.
On a considéré ici les limites naturelles sans entrer dans aucune division politique. Ainsi on n’a compris ni la Savoie, qui est au-delà des Alpes, ni la Dalmatie, ni l’Istrie, et l’on a compris la partie des bailliages suisses-italiens qui sont en deçà des Alpes, et toute la partie du Tyrol qui verse ses eaux dans l’Adige et est en deçà du Brenner ; tout cela d’ailleurs forme peu de changements. Du côté de l’est, on a placé la borne à l’Isonzo, quoique la division naturelle des montagnes passerait entre Laybach et l’Isonzo, comprendrait une portion de la Carniole et de l’Istrie et joindrait l’Adriatique à Fiume ; mais à l’Isonzo les montagnes des Alpes s’abaissent et deviennent d’une moindre considération. »

Ainsi, Napoléon montre que bien avant la théorisation par les géographes modernes, tels Malte-Brun et Balbi, la notion de l'Italie comme étant une région géographique, au-delà des divisions politiques, était déjà largement acceptée et connue.

#### Géographie de Malte-Brun
Malte-Brun rédige sa géographie universelle entre 1810 et 1829 alors que les partitions politiques italiennes ont bougé après la campagne d'Italie (1796-1797) de Bonaparte qui a porté une grande partie de l'Italie sous domination française de 1796 à 1815 et le Congrès de Vienne en 1815 qui a restauré la domination autrichienne.
Malte-Brun rejette dans sa géographie universelle le seul système d’interprétation logique proposé avant qu’on ne dispose des données de la géologie : le système de Philippe Buache (1700-1773) énoncé en 1754 dans son Atlas physique qui faisait des systèmes de montagnes terrestres et sous-marines la charpente d’un globe organisé en bassins séparés par des lignes de partage des eaux. Malte-Brun illustre les difficiles conditions dans lesquelles s’élabore le savoir géographique en ce début de XIXe siècle. En attendant que le progrès de la géologie fournissent des clés de lecture et de classement, l’identification et la dénomination des ensembles orographiques et des formes de relief posent d’insolubles problèmes ; seul un vocabulaire descriptif d’ordre littéraire, limité, est disponible. Cela ne l'empêche pas de rattacher les îles qui entourent la péninsule italienne sur la notion géographiques de limites naturelles :

« considérée dans ses limites naturelles, la partie septentrionale de cette contrée comprend tout le versant des Alpes, depuis la branche cottiennes jusqu'à celle que l'on appelle Alpes juliennes ; mais les lignes de démarcations politiques ont modifié ces limites. [...] De nombreuses îles forment une partie intéressante du territoire de l'Italie ; les plus importantes sont : la Sicile, la Sardaigne, et nous pourrions même dire la Corse, puisque, considérée physiquement, celle-ci n'est qu'un démembrement de l'autre. Celles qui viennent ensuite, classées d'après leur importance, sont, au sud de la Sicile, Malte, Gozo et Pantelleria ; puis entre la Sicile et le continent, les îles d'Eole ou de Lipari ; à l'entrée du golfe de Naples, Ischia et Capri ; enfin l'île d'Elbe, entre la Toscane et la Corse. [...] Plus près de l'Afrique que de la Sicile, l'île volcanique de Pentellaria. »

#### Théorisation de la notion de région géographique italienne
Parmi les collaborateurs et les continuateurs de Conrad Malte-Brun figurent un géographe italien installé en France, Adriano Balbi. Il sera le codificateur de la notion de « région géographique italienne ». Il en avait déjà donné dès 1819 une première approche : « La regione, in cui si parla la bella lingua italiana. » Mais c'est dans son Abrégé de géographie de 1833 que Balbi donne la première définition de ce qu'est la région géographique italienne (Voir la définition ci-dessus).
Dans son œuvre publiée entre 1833 et 1845, Attilio Zuccagni-Orlandini reprend la notion de région ethnographique de Balbi, il Consiglier Balbi, dei moderni il più celebre (le conseiller Balbi, le plus célèbre des modernes) mais il va y rajouter une notion politique. La région ethnographique de Balbi a été, selon lui, démembrée par la force des armes pour en séparer les « Italia Svizzera, Italia Austriaca, Italia Francese, Italia Inglese ». Zuccagni-Orlandini confronte les points géographiques extrêmes de l'Italie déterminés par ses prédécesseurs et va en proposer des nouveaux : de 24° 15' à 36° 15' en longitude et de 35° 20' à 47° 08' en latitude et la superficie de cette région : 96 179 miglia quadrate geografiche. En comparant son résultat avec ceux de géographes étrangers (p. 7) tels que Guthrie, Malte-Brun, Eyries et Vosgien mais aussi de géographes italiens (p.8) comme Galanti, Balbi et Rampoldi, on remarque que Zuccagni-Orlandini indique une superficie majeure. Deux travaux de Balbi sont cités (1819 et 1842) avec deux mesures différentes : en effet, en 1842 Balbi ramène la frontière du Var au Roya (p.3). En revanche, Zuccagni-Orlandini définit le Var come la frontière naturelle entre la France et l'Italie (p.43).
Après la naissance du royaume d'Italie il va orienter ses travaux vers une recherche des frontières naturelles de l'Italie et publier en 1864 Dizionario topografico dei comuni compresi entro i confini naturali dell'Italia (Dictionnaire topographique des communes comprises dans les frontières naturelles de l'Italie).
Dussieux, un géographe français, publie en 1866 la Géographie Générale dans laquelle il décrit la géographie physique de l'Italie de la manière suivante : « La région ou péninsule italienne est bornée : au N., par les Alpes, qui la séparent de la France, de la Suisse et de l'Allemagne ; à l'E., par la mer Adriatique ; au S., par la mer Ionienne ; à l'O., par la partie de la mer Méditerranée appelée la mer Tyrrhénienne. » (p. 586). Plus loin, il en décrit les divisions politiques de la manière suivante : « Avant la guerre de 1859, la région italienne se divisait en 8 parties : le Piémont ou royaume de Sardaigne, le royaume Lombard-Vénitien, à l'Autriche, le duché de Parme, le duché de Modène, le grand-duché de Toscane, les États de l'Église, la république de Saint-Marin, le royaume de Naples ou des Deux-Siciles ; sans compter : le canton du Tésin, à la Suisse, le Tyrol italien, à l'Autriche, la Corse, à la France, l'ile de Malte, à l'Angleterre. »  (p. 609). Selon Dussieux, « la superficie de la région italienne est de 321 000 km2 » (p. 629).
À la fin du XIXe siècle, d'une façon générale, la géographie italienne est encore une géographie de voyageurs c'est-à-dire plutôt une géographique physique, statistique ou cartographique même, si à l'image de la géographie allemande, il existe aussi une géographie humaine.

#### LeRisorgimentoet les effets du nationalisme
Pendant les guerres napoléoniennes, la carte de l'Italie se trouve simplifiée, bouleversant la façon de vivre et apportant des idées nouvelles. Après la Restauration, l'Italie reste bien selon le mot de Metternich « une simple expression géographique » sans unité politique. Toutefois, un processus qui aboutira à l'unification italienne a été enclenché.
Après la proclamation de Victor-Emmanuel II roi d’Italie le 17 mars 1861, la nouvelle Italie subit un nationalisme important d'une part pour renforcer à l'intérieur le nouvel état et d'autre part pour asseoir sa place parmi les grandes puissances européennes. Le mouvement irrédentiste qui se crée en 1877 continue à soutenir que la frontière nationale doit passer sur la crête des alpes en se basant sur des théories géographiques. Par exemple, Cesare Battisti, une personnalité connue de ce mouvement, commence sa carrière comme géographe. En plus, « le milieu qui gravite autour de la Società Geografica italiana de Rome, et de la Società di Studi Geografici de Florence, est fortement imprégné d’un esprit nationaliste qui, pendant les décennies suivantes, devient de plus en plus colonialiste et militariste. Ceci explique, comme l’a démontré Lucio Gambi, l’adhésion enthousiaste et presque unanime des géographes italiens au fascisme quelques décennies plus tard. »
Un bon exemple de cet état d'esprit nationaliste est donné par la traduction en italien entre 1884 et 1904 de la Nouvelle Géographie universelle d'Élisée Reclus, en 21 volumes au lieu des 19 d'origine, par Attilio Brunialti qui fait partie de la Società Geografica italiana. C'est un défenseur résolu de l'idée « africaniste » au sein de la Société et aussi l'éditeur de la publication colonialiste Giornale delle Colonie. Au moment de la traduction de la NGU, Brunialti mène une campagne en faveur de l'expansion coloniale italienne.
Brunialti fera passer ses idées dans la traduction de la Géographie de Reclus. Cette traduction, comme les autres éditions, aura un grand succès en Italie, accréditant ainsi jusqu'à aujourd'hui la notion d'une « région géographique italienne » qui devrait s'étendre à de vastes territoires en dehors des frontières de l'Italie : l'« Italie française », l'« Italie suisse », l'« ex-Italie anglaise » (devenue l'« Italie maltaise ») et l'« Italie autrichienne » (maintenant en partie l'« ex-Italie yougoslave » devenue l'« Italie slovène » et l'« Italie croate »).

### XXesiècle
Après la Première Guerre mondiale, le concept de région géographique italienne passe en second plan car les frontières naturelles ont été plus ou moins atteintes et c'est sur d'autres échelles que le nationalisme et l'impérialisme italien se manifestent, bien au-delà des limites de la région italienne.
Après la Seconde Guerre mondiale, la géographie italienne a éliminé tous les aspects politiques et nationalistes pour se concentrer uniquement sur les aspects géographiques,. C'est pour cela que le concept de région géographique italienne, vue maintenant sous l'angle ethno-linguo-géographique, incluant donc des territoires qui ne font pas partie du territoire de l'Italie continue à être présent dans certaines encyclopédies géographiques italiennes, comme celle publiée par la maison d'édition De Agostini (fondée par le géographe Giovanni De Agostini).

## Sources
- Strabon, Géographie, écrite au début du Ier siècle et traduite en français par A. Tardieu en 1867
- (it) A. Balbi, Compendio di geografia universale. Conforme agli ultime politiche transazioni e recenti scoperte, Livourne, 1819 (lire en ligne)
- A. Balbi, Abrégé de géographie, Paris, 1833 (lire en ligne)
- (it) F. Marmocchi, Prodromo della storia naturale generale e comparata d'Italia, Florence, Società editrice Fiorentina, 1844 (lire en ligne)
- (it) A. Ranuzzi, Annuario geografico italiano, Bologne, 1844
- (it) A. Zuccagni-Orlandini, Corografia fisica, storica e statistica dell'Italia e delle sue isole, Florence, Presso gli editori, 1833-1845 (lire en ligne)
- L. Dussieux, Géographie générale, J. Lecoffre et cie, 1866 (lire en ligne)
- L. Carrez, Atlas de géographie ancienne, Lille / Paris, Librairie de J. Lefort, 1886 (lire en ligne)
- (it) G. Marinelli, « Il nome Italia attraverso i secoli », dans Scritti Minori, vol. 1, Florence, F. Le Monnier, 1908
- (it) F. Porena, Sui confini geografici della regione italiana, Rome, Nuova Anotlogia, 1910
- (it) M. Orlandi, Il nome Italia nella prosodia, nella fonetica, riv. Mensile del T.C.I., 1921
- A. Solmi, Archives historiques de la Suisse italienne, vol. 9-11, Université de Californie, 1934
- (it) Società Geografica Italiana, Quaderni geografici d’attualità - Serie I: I confini d’Italia, 1945-1948
- (it) Touring Club Italiano, Conosci l’Italia - Vol. I: L’Italia fisica, 1957
- (it) L. Gambi, Una geografia per la storia, Turin, Einaudi, 1973
- (it) L. Gambi, Geografia e imperialismo, Bologne, Patron, 1991
- (it) F. Farinelli, « L'immagine dell'Italia », dans P. Coppola, Geografia Politica delle Regioni Italiane, Turin, Einaudi, 1997
- (it) L'enciclopedia geografica, vol. I, Italie, De Agostini, 2004
- (it) E. Dell'Agnese et E. Squarcina, Europa, vecchi confini e nuove frontiere, Turin, UTET, 2005
- (it) L. Tomaz, I confini d’Italia in Istria e Dalmazia, Conselve, Think, 2007
- (it) A. Mauri, « La presentazione di una storia delle frontiere orientali italiane: una occasione per riflettere sulle determinanti storiche, economiche e geopolitiche dei confini », Working Paper no 2007-41, Università degli Studi di Milano,‎ 2007 (lire en ligne) et
- F. Ferretti, « Traduire Reclus. L’Italie écrite par Attilio Brunialti », Cybergeo : European Journal of Geography, Épistémologie, Histoire de la Géographie, Didactique, document 467,‎ 10 juillet 2009 (lire en ligne)
- Napoléon Bonaparte, Mémoires de Napoléon - La campagne d'Italie, Tallandier, 2010